# Albert Innaurato
Albert Innaurato (Filadelfia, 2 giugno 1947 – 24 settembre 2017) è stato un drammaturgo statunitense di origine italiana.
Fu autore di alcuni successi teatrali degli anni settanta, tra cui La trasfigurazione di Benno il Ciccione e Sotto il segno dei Gemelli, entrambi tradotti e messi in scena anche da compagnie italiane
Nato a Philadelphia nel 1947, e cresciuto culturalmente nella New York post-'68, ottenne vari premi per la sua attività teatrale. Lavorò anche come critico per varie testate giornalistiche e insegnò a lungo alla University of the Arts, nella sua città natale.